# Collegio uninominale Campania 1 - 01 (2017)
Il collegio elettorale uninominale Campania 1 - 01 è stato un collegio elettorale uninominale della Repubblica Italiana per l'elezione della Camera dei deputati tra il 2017 ed il 2022.

## Territorio
Come previsto dalla legge elettorale italiana del 2017, il collegio era stato definito tramite decreto legislativo all'interno della circoscrizione Campania 1.
Era formato dal territorio di 8 comuni: Calvizzano, Casandrino, Giugliano in Campania, Melito di Napoli, Mugnano di Napoli, Qualiano, Sant'Antimo e Villaricca.
Il collegio era quindi interamente compreso nella città metropolitana di Napoli.
Il collegio era parte del collegio plurinominale Campania 1 - 01.

## Eletti
| Elezione | Elezione | Deputato          | Partito            |
| -------- | -------- | ----------------- | ------------------ |
|          | 2018     | Salvatore Micillo | Movimento 5 Stelle |

## Dati elettorali

### XVIII legislatura
Come previsto dalla legge elettorale, 232 deputati erano eletti con sistema a maggioranza relativa in altrettanti collegi uninominali a turno unico.
| Candidati              | Candidati                   | Voti    | %     | Liste                           | Voti    | %     |
| ---------------------- | --------------------------- | ------- | ----- | ------------------------------- | ------- | ----- |
|                        | Salvatore Micillo ✔️ Eletto | 87 829  | 57,93 | Movimento 5 Stelle              | 87 829  | 57,93 |
|                        | Palmira Fele                | 39 538  | 26,08 | Forza Italia                    | 27 707  | 18,27 |
| Lega                   | Palmira Fele                | 39 538  | 26,08 | 5 220                           | 3,44    |       |
| Noi con l'Italia - UDC | Palmira Fele                | 39 538  | 26,08 | 3 779                           | 2,49    |       |
| Fratelli d'Italia      | Palmira Fele                | 39 538  | 26,08 | 2 832                           | 1,87    |       |
|                        | Giuseppe Pellegrino         | 15 656  | 10,33 | Partito Democratico             | 13 378  | 8,82  |
| Italia Europa Insieme  | Giuseppe Pellegrino         | 15 656  | 10,33 | 1 073                           | 0,71    |       |
| +Europa                | Giuseppe Pellegrino         | 15 656  | 10,33 | 957                             | 0,63    |       |
| Civica Popolare        | Giuseppe Pellegrino         | 15 656  | 10,33 | 248                             | 0,16    |       |
|                        | Arcangelo Palumbo           | 4 762   | 3,14  | Liberi e Uguali                 | 4 762   | 3,14  |
|                        | Mauro Romualdo              | 2 108   | 1,39  | Potere al Popolo!               | 2 108   | 1,39  |
|                        | Antonietta Cerqua           | 585     | 0,39  | CasaPound                       | 585     | 0,39  |
|                        | Vincenzo Riccio             | 544     | 0,36  | Il Popolo della Famiglia        | 544     | 0,36  |
|                        | Salvatore Pacella           | 442     | 0,29  | Italia agli Italiani            | 442     | 0,29  |
|                        | Livio Barbagallo            | 155     | 0,10  | Per una Sinistra Rivoluzionaria | 155     | 0,10  |
| Totale                 | Totale                      | 151 619 | 100   |                                 | 151 619 | 100   |
|                        |                             |         |       |                                 |         |       |
| Voti non validi        | Voti non validi             | 3 441   | 2,22  |                                 |         |       |
| Votanti                | Votanti                     | 155 060 | 65,46 |                                 |         |       |
| Elettori               | Elettori                    | 236 861 |       |                                 |         |       |